# La religión de la India: la sociología del hinduismo y el budismo
La religión de la India: la sociología del hinduismo y el budismo es un libro sobre la sociología de la religión escrito por Max Weber, un economista alemán y sociólogo de principios del siglo XX. La edición original estaba en alemán con el título Hinduismus und Buddhismus y se publicó en 1916. En 1958 se realizó una traducción al inglés y desde entonces se han publicado varias ediciones.
Fue su tercer trabajo importante sobre sociología de la religión, después de "La ética protestante y el espíritu del capitalismo" y "La religión de China: confucianismo y taoísmo". En este trabajo se ocupa de la estructura de la sociedad india, con las ortodoxas doctrinas del Hinduismo y las heterodoxas doctrinas de Budismo, con los cambios producidos por la religiosidad popular y su influencia en la ética de la sociedad india.

## El sistema social hindú
El sistema social indio fue influenciado por el concepto de varna. Varna no es una casta y la casta no es Varna. Esta es una diferencia fundamental que muchos no comprenden. Vinculaba directamente las creencias religiosas y la segregación de la sociedad en grupos de estatus. Weber continúa describiendo el sistema de Varna los Brahmin - sacerdotes, los Kshatriyas - guerreros, los Vaishyas - comerciantes, los Shudra - trabajadores y los Dalit - Intocables.
Weber presta especial atención a los brahmanes y considera por qué ocuparon el lugar más alto en la sociedad india durante muchos siglos, con respecto al concepto de dharma, concluye que el pluralismo ético indio es muy diferente tanto de la ética universal del confucianismo como del cristianismo. Señala que el sistema de varna impidió el desarrollo de grupos de estatus urbano.

## Ortodoxia hindú y restauración brahmán
Después de la estructura de la sociedad, Weber analizó las creencias religiosas hindúes - ascetismo y la visión hindú del mundo, las doctrinas ortodoxas Brahman, el ascenso y caída del budismo en la India, la restauración hindú y la evolución de los gurús.

## Ética secular e impacto de las creencias hindúes en la economía
Weber habló sobre la influencia que tuvieron el hinduismo y el budismo en las actividades mundanas y cómo afectaron a la economía. Señaló la idea de un orden mundial inmutable que consiste en el ciclo eterno del  renacimiento, y la desaprobación del mundo mundano. Por la tradición del sistema de Varna apoyado por el dharma, el desarrollo económico se ralentiza ya que, según Weber, el "espíritu" del sistema de Varna trabajó en contra del desarrollo del capitalismo.

## Sistemas de creencias asiáticos
Weber finalizó su investigación sobre la sociedad y la religión en la India aportando ideas de  su trabajo anterior sobre China para discutir las similitudes de los sistemas de creencias asiáticos. Señala que las creencias veían el significado de la vida como una experiencia de otro mundo misticismo. El mundo social se divide fundamentalmente entre la élite educada, que sigue la guía de un profeta o sabio, y las masas sin educación cuyas creencias se centran en magia. En Asia, no había profecía mesiánica para "planificar y significar la vida diaria de los educados y no educados por igual". Weber yuxtapuso tales profecías mesiánicas, notablemente de la región del Cercano Oriente a las que se encuentran en el continente de Asia, centrándose más en formas ejemplares de vivir la propia vida. Fueron esas diferencias las que impidieron a los países de Occidente seguir los caminos de las primeras civilizaciones china e india. Su siguiente trabajo, Judaísmo antiguo fue un intento de probar esta teoría.

## Ver además
- Budismo ateo
- Sociología de la religión